# Cucurbita galeottii
Cucurbita galeottii är en gurkväxtart som beskrevs av Célestin Alfred Cogniaux. Cucurbita galeottii ingår i släktet pumpor, och familjen gurkväxter. Inga underarter finns listade i Catalogue of Life.